# Lexikon der Alten Welt
Das Lexikon der Alten Welt (LAW) ist ein 1965 erstmals erschienenes altertumswissenschaftliches Fachlexikon.

## Geschichte
Das Lexikon der Alten Welt sah sich in der Tradition des von Friedrich Lübker begründeten Reallexikon des classischen Alterthums für Gymnasien, das zuletzt 1914 in der 8. Auflage im B. G. Teubner Verlag in Leipzig erschienen und schon lange vergriffen war. Zwar gab es mit Paulys Realencyclopädie der classischen Altertumswissenschaft eine ausführliche Enzyklopädie, die jedoch zum einen noch im Entstehen begriffen war, zum anderen für fachfremde Personen und Schüler nicht geeignet und schließlich aufgrund der Größe und des Preises kaum im Haushalt von Privatpersonen zu finden war. Um diese Lücke zu schließen, wurde das Lexikon der Alten Welt auf Anregung des Artemis Verlages und dessen Leiter Bruno Mariacher seit dem Sommer 1961 erstellt. Das Lexikon sollte sich zunächst vor allem an die Leser der verlagseigenen Reihe „Bibliothek der Alten Welt“ richten. Die Redaktion des Werkes besorgten Klaus Bartels und Ludwig Huber. Von Beginn an wurde das Werk so konzipiert, dass es sich nicht nur der griechisch-römischen Antike widmete. Zu den bis zur Erstellung schon kanonischen Lemmata sollten auch noch Artikel zum Alten Orient und zum frühen Christentum aufgenommen werden. Ebenso wurden auch moderne Begriffe aufgenommen und wurde dem neuen Forschungsstand Rechnung getragen. Das bedeutete, neben Artikeln zu Literatur, Philosophie, politischer- und Kulturgeschichte, Religion, Recht, Kunst, Wirtschaft, Technik und Verkehr auch die Geschichte und Nachwirkung der antiken Kunst sowie die Geschichte der Altertumswissenschaften zu berücksichtigen.
Da das Lexikon in nur einem Band erscheinen sollte, mussten die Artikel knapp gehalten werden. Neben knappen Einzelartikeln wurden zusätzlich Überblicksartikel verfasst. Besonderes Augenmerk wurde auf die bildliche Darstellung gelegt. Dabei verzichtete man auf Fotografien und gestaltete vor allem Karten und Abbildungen, die strukturelle Probleme oder bestimmte Formen (etwa griechische Vasen) darstellen konnten sowie schematische Zeichnungen. Alle Karten wurden unter der Aufsicht des Althistorikers Hatto H. Schmitt neu gezeichnet. Im Anhang findet sich eine Liste antiker Bildnisse, eine Nomenklatur der griechischen und lateinischen Handschriften und Papyri, eine Aufstellung neuerer Ausgrabungen, Tabellen von Maßen und Gewichten sowie eine Auswahl Geflügelter Worte.
Gewidmet ist das 1965 erschienene Lexikon dem früh verstorbenen Althistoriker Jacques Moreau. Trotz des gerade erst erfolgten Mauerbaus im Jahr 1961 konnten auch ostdeutsche Fachwissenschaftler wie Hans-Joachim Diesner, Werner Krenkel und Otto Luschnat Beiträge für das Lexikon liefern.
In den 1970er Jahren diente das Lexikon der Alten Welt als Grundlage für das dtv-Lexikon der Antike, das in thematische Unterreihen gegliedert war. 1990 gab es eine Neuauflage des Lexikons der Alten Welt in drei Bänden. Im Weltbild-Verlag wurde es 1995 in einer ebenfalls dreibändigen Sonderausgabe noch einmal herausgebracht.
Mittlerweile ist das Lexikon in weiten Teilen überholt. Zudem gibt es neuere kleine und mittlere Lexika wie den Kleinen oder den Neuen Pauly. Trotzdem bietet es immer noch einen brauchbaren ersten Überblick zu Fragen zur Antike.

## Herausgebergremium
Zur Erleichterung der Arbeit wurde kein einzelner Herausgeber, sondern ein Herausgebergremium bestimmt, dessen Mitglieder jeweils ein oder mehrere Fachgebiete abdeckten. Die Herausgeber waren:
- Carl Andresen (Antikes Christentum; Kirchengeschichte; Theologie- und Geistesgeschichte; Kunst)
- Hartmut Erbse (Griechische Literaturgeschichte; Mythologie, Metrik; Rhetorik; Überlieferung)
- Olof Gigon (Philosophie, Pädagogik, Mathematik; Naturwissenschaften; Medizin; Griechische und römische Religionsgeschichte)
- Karl Schefold (Griechische und römische Archäologie; Archäologische Topografie; Orient und Antike; Kreta-Mykene; Etrusker)
- Karl Friedrich Stroheker (Alte Geschichte und Kulturgeschichte; Historische Topographie; Numismatik; Epigraphik; Chronologie; Wirtschaft und Verkehr; Recht)
- Ernst Zinn (Römische Literaturgeschichte)
- Jacques Moreau (Alte Geschichte), verstarb schon 1961

## Weitere Mitarbeiter
- A. Adam
- Karlhans Abel
- Michael von Albrecht
- Bernard Andreae
- Carl Andresen
- Ernst Badian
- Jan N. Bakhuizen van den Brink
- D. M. Balme
- J. Barns
- H. Baumgarten
- Erich Bayer
- Carl Becker
- Heinz Bellen
- Gerhard Bendz
- Ernst Berger
- Ludwig Berger-Haas
- I. Beyer
- Erwin Bielefeld
- Emilie Boer
- Eva-Maria Bossert
- Horst Braunert
- Franz Brunhölzl
- K. Brunner
- Vinzenz Buchheit
- Edmund Buchner
- Karl Büchner
- Winfried Bühler
- Erich Burck
- Walter Burkert
- Hubert Cancik
- Karl Christ
- Carl Joachim Classen
- Ch. M. Danoff
- Albrecht Dihle
- Rudolf Fellmann
- Franz Fischer
- Matthias Gelzer
- Pierre Grimal
- Fritz Gschnitzer
- Rudolf Hanslik
- Wolfgang Helck
- Helene Homeyer
- Hildebrecht Hommel
- Peter Hommel
- Barthel Hrouda
- Hans-Georg Kolbe
- Bernhard Kytzler
- Siegfried Lauffer
- Adolf Lippold
- Franz Georg Maier
- Jochen Martin
- Christian Meier
- Ernst Meyer
- Hans J. Nissen
- Thomas Pekáry
- Viktor Pöschl
- Karl Preisendanz
- Helmut Rix
- Wolfgang Röllig
- Ingeborg Scheibler
- Wolfgang Schiering
- Jakob Seibert
- Hellmut Sichtermann
- Jens E. Skydsgaard
- Bruno Snell
- Johannes Straub
- Wilfried Strothmann
- Dieter Timpe
- Hildegard Temporini
- Jürgen Wiesner
- Otto Wilhelm von Vacano
- Emil Vogt
- Hans Julius Wolff
- Peter Zazoff

## Ausgaben
- Lexikon der alten Welt. Artemis, Zürich, Stuttgart 1965.
- dtv-Lexikon der Antike. 13 Bände, Deutscher Taschenbuch-Verlag, München 1969–1971.
- Lexikon der alten Welt. 3 Bände, Artemis, Zürich, München 1990, ISBN 3-7608-1034-9 (unveränderter Nachdruck der einbändigen Ausgabe von 1965). Neudruck Augsburg 1994.

## Anmerkung
1. ↑  Der Artikel basiert zum größten Teil auf dem Editorial zum Werk und dem Werk selbst.